# Njogu Demba-Nyrén
Njogu Demba-Nyrén (født 26. juni 1979) er en svensk-gambiansk fodboldspiller. Han er født i Gambia, og har tidligere spillet i bl.a. SK Brann, Esbjerg fB, Panathinaikos FC, Odense Boldklub og Notts County F.C.
Demba-Nyrén kom som otte-årig til Sverige. Han fik som 19-årig en professionel kontrakt med BK Häcken i Allsvenskan.
Efter to år som professionel fodboldspiller tog Demba-Nyrén til græsk fodbold, hvor han spillede for PAS Giannina i et halvt år (8 mål/12 kampe). I den efterfølgende sæson spillede han for Aris FC, hvor han var topscorer (15 mål/19 kampe).
Demba-Nyrén flyttede i en periode til Bulgarien, hvor han spillede for Levski Sofia, inden Panathinaikos købte ham tilbage til græsk fodbold. I sin tid i Panathinaikos nåede han både at vinde The Double med klubben, samt at blive lejet ud i 4 måneder til FC Kerkira.
Esbjerg fB hentede i efteråret 2005 Demba-Nyrén til Danmark, hvor han var en af holdets stjerner. EfB solgte Demba til norske SK Brann i vinteren 2007/08 for ca. 9 mio.kr., samt et ekstra beløb afhængigt af præstation.
Januar 2009 skiftede han til OB fra SK Brann, som et led i en bytteaftale hvor OB sendte David Nielsen den anden vej.
I februar 2011 blev Demba-Nyrén løst fra sin kontrakt med OB.
Da han ikke havde tålmodighed til at blive udtaget til det svenske landshold, valgte Demba-Nyrén at stille for det gambianske landshold, som han også repræsenterer i dag.